# Баракі (Люблінський повіт)
Баракі (пол. Baraki) — село в Польщі, у гміні Закшев Люблінського повіту Люблінського воєводства.
Населення — 149 осіб (2011).
У 1975-1998 роках село належало до Замойського воєводства.

## Демографія
Демографічна структура станом на 31 березня 2011 року:
|          | Загалом | Допрацездатний вік | Працездатний вік | Постпрацездатний вік |
| -------- | ------- | ------------------ | ---------------- | -------------------- |
| Чоловіки | 75      | 13                 | 54               | 8                    |
| Жінки    | 74      | 12                 | 33               | 29                   |
| Разом    | 149     | 25                 | 87               | 37                   |